# Pixelmacher
Pixelmacher war ein Magazin zu den Themen Videospiele und Netzkultur auf dem Fernsehsender ZDFkultur.

## Beschreibung
Die erste Folge wurde am 13. Mai 2011 ausgestrahlt, wenige Tage nach Start des Fernsehsenders. Die Produktion war der Nachfolger der Magazinsendung neues, welche nach fast 20 Jahren eingestellt wurde. Die Moderation erfolgte von 2011 bis 2012 durch Lukas Koch. 
Leitende Redakteurin war Valentina Hirsch. Das Format wurde im wöchentlichen Rhythmus ausgestrahlt, allerdings nur alle zwei Wochen mit der Erstausstrahlung einer neuen Folge.
Von Januar 2012 bis zur Einstellung im Dezember 2013 war Planet of the Games, in der ein Gorilla namens Herr Kaschke im Essaystil seine Gedanken zur Spiele und Netzkultur kritisch beitrug, ein fester Bestandteil der Sendung.
Im Dezember 2013 wurde die Sendung eingestellt. Die letzte Folge wurde am 10. Dezember 2013 ausgestrahlt. 